# Джхалавар (княжество)
Княжество Джхалавар (хинди झालावाड़ राज्य; англ. Jhalawar State) — туземное княжество в Индии во времена британского правления. Располагалось в районе Хадоти. Главным городом княжества был Джхалавар.
Княжество Джхалавар входило в составе Агентства Кота-Джхалавар, штаб-квартира которого находилась в Коте и являлась подразделением Агентства Раджпутана.

## История
В 1771 году умер раджа Коты Гуман Сингх, оставив наследником младенца Умед Сингха, и регентство перешло к Залиму Сингху (1739—1824), потомку Мадху Сингха. С этого времени Залим Сингх фактически стал настоящим правителем Коты. Он не отказался от власти даже тогда, когда его юный подопечный достиг совершеннолетия, и продолжал править государством от имени номинального раджи Коты. Как ни прискорбно это обстоятельство, но Залим Сингх был выдающимся администратором и проницательным переговорщиком. Под его управлением, длившимся более сорока пяти лет, государство достигло апогея процветания и пользовалось уважением всех соседей. В эти же годы Кота вступила в договорные отношения с англичанами. Залим Сингх установил с англичанами прекрасные личные отношения. В княжестве Холкар доходы от районов, дававших 74 лакха в 1750-х годах, при дворянах Холкара Дарбара давали всего 6 лакхов, в то время как три района при Иджардари Залима Сингха давали 13 лакхов доходов, которые буквально кормили королевскую семью Холкара, защищая ее от нищеты. Государство Кота при прежних правителях приносило менее 15 лакхов доходов, а при Залиме Сингхе Кота — 55 лакхов.
Оборотной стороной этих достижений было то, что сам Залим Сингх достиг статуса респектабельности, превосходящего статус его номинального сюзерена, молодого раджи Коты, и пользовался рычагами влияния на британцев, чего не имел раджа Коты. Именно благодаря этому влиянию англичан в 1838 году было решено, с неохотного согласия вождя Коты, расчленить государство и создать новое княжество, которым будут править потомки Залима Сингха. В то время как в течение многих десятилетий семья Залима Сингха владела большими поместьями во владениях государства Кота и занимала важные посты при дворе, теперь они должны были быть облечены королевской властью и стать правителями своего собственного государства. Государство Джхалавар было создано таким образом, и оно получило свое название в честь того, что Залим Сингх принадлежал к клану Джала династии Чандраванша. Таким образом, районы, отделенные от Коты, составляли одну треть (120 000 фунтов стерлингов) доходов Коты; по договору новая княжеская семья признала сюзеренитет британцев и согласилась платить ежегодную дань в размере 8000 фунтов стерлингов. Мадан Сингх, наследник Залима Сингха, получил титул махараджи раны и был поставлен на одну ступень с другими вождями в Раджпутане.
Махараджа Мадан Сингх, первый правитель независимого Джхалавара, скончался в 1845 году. Приемный сын его преемника принял имя Залим Сингх в 1875 году, став махараджей Джхалавара. Он был несовершеннолетним и до 1884 года не имел права управлять княжеством. Из-за его плохого управления его отношения с британским правительством стали напряженными, и он был окончательно свергнут в 1896 году «из-за постоянного плохого управления и доказанной непригодности к полномочиям правящего вождя». Он переехал жить в Варанаси, на пенсию в 2000 фунтов стерлингов, и управление было передано в руки британского резидента.
После долгих раздумий британцы решили в 1897 году распустить княжество, вернув большую его часть Коте, но образовав два района Шахабад и Чаумала в новое государство площадью 810 квадратных миль (2 100 км2), которое появилось в 1899 году и главой которого был назначен Кунвар Бхавани Сингх, потомок первого Залима Сингха. Население княжества составляло 90 175 человек в 1901 году, с предполагаемым доходом в 26 000 фунтов стерлингов и данью в 2000 фунтов стерлингов.

## Правители
Правители княжества получили право на 17-пушечный салют от британских колониальных властей.
- 8 апреля 1838—1845: Мадан Сингх (1808—1845), единственный сын Мадхо Сингха (1773—1834) и внук Залима Сингха (1739—1824). После смерти своего отца Мадхо Сингха Мадан Сингха унаследовал пост фактического правителя княжества Кота. 8 апреля 1838 года из состава княжества Кота британцами было выделено новое княжество Джхалавар, во главе которого был поставлен Мадан Сингх, получивший титул махараджа рана вместе с наследственным салютом из 15 орудий.
- 1845 — 29 августа 1875: Притхви Сингх	(1830 — 29 августа 1875), единственный сын предыдущего. Унаследовал княжеский престол после смерти своего отца в 1845 году.
- 29 августа 1875 — 2 марта 1896: Залим Сингх	(5 ноября 1865 — 4 сентября 1912), сын предыдущего. После смерти своего отца в 1875 году Залим Сингх унаследовал княжеский престол Джхалавара. 1 июня 1876 года Залим Сингх был признан Великобританией в качестве законного махараджи Джхалавара. Был коронован 24 июня 1876 года. Вначале правил под руководством регентского совета до достижения им совершеннолетия и был наделен ограниченными правящими полномочиями 21 февраля 1884 года. Британская колониальная администрация частично восстановила его власть в ноябре 1892 года, полностью махараджа был восстановлен в июле 1894 года. Однако уже через год после того, как он вновь взял власть в свои руки, государственное управление вновь ухудшилось, и после расследования, проведенного британскими властями, 22 марта 1896 года Залим Сингх был окончательно низложен по причине плохого управления и умственной неполноценности. Ему была назначена пожизненная пенсия в размере 2000 фунтов стерлингов в год и предписано до конца своих дней проживать за пределами княжества.
- 29 августа 1875 — 21 февраля 1884: Регентский совет
- 2 марта 1896 — 1 января 1899:	междуцарствие
- 1 января 1899 — 13 апреля 1929: Бхавани Сингх (2 сентября 1874 — 13 апреля 1929), сын Тхакура Шри Чхатарсала из Фатехпура. С 26 июня 1908 года — сэр Бхавани Сингх. В ноябре 1897 года Бхавани Сингх был выдвинут колониальными властями на вакантный пост махараджи Джхалавара. 1 января 1899 года для него было создано новое княжество Джхалавар с территорией 808 квадратных миль и 100-тысячным населением. Ему был пожалован наследственный титул раджа рана и артиллерийский салют из 11 орудий. 6 февраля 1899 года произошла его коронация в новой столице Бриджнагаре. Бхавани Сингх получил наследственный титул махараджа рана 1 января 1918 года и наследственный салют из 13-ти орудий 1 января 1921 года. Всегда заинтересованный в образовании и научных занятиях на протяжении всей своей жизни, он значительно расширил учебные заведения внутри государства, построив большое количество школ как для мальчиков, так и для девочек. Многие из них продолжали служить обществу в течение многих десятилетий после того, как княжество присоединилось к независимой Индии в 1947 году. Он также ввел целый ряд административных и политических новшеств, включая городское муниципальное самоуправление и двухпалатный законодательный орган, избираемый на широкой основе.
- 13 апреля 1929 — 2 сентября 1943:	Раджендра Сингх (15 июля 1900 — 2 сентября 1943), единственный сын предыдущего. С 9 июня 1938 года — сэр Раджендра Сингх. Наследовал княжеский титул после смерти отца, 13 апреля 1929 года. Вначале известный охотник, застреливший трех тигров в течение трех минут, позднее он стал активным защитником природы и фотографом животных.
- 2 сентября 1943 — 15 августа 1947: Хариш Чандра Сингх (27 сентября 1921 — 17 марта 1967), единственный сын предыдущего. 2 сентября 1943 года после смерти отца унаследовал княжеский престол. Был коронован 18 октября 1943 года. В 1947 году он подписал акт о присоединении княжества Джхалавар к Доминиону Индии.

### Титулярные махараджи
- 15 августа 1947 — 17 марта 1967: Хариш Чандра Сингх	(27 сентября 1921 — 17 марта 1967), единственный сын Раджендры Сингха
- 17 марта 1967 — 24 августа 2004: Индраджит Сингх (12 июня 1944 — 24 августа 2004), старший сын предыдущего
- 24 августа 2004 — настоящее время: Чандраджит Сингх (род. 5 октября 1971), старший сын предыдущего.

Вероятным наследником княжеского титула является Дивьодайа Сингх (род. 6 июня 2008), единственный сын предыдущего.